# MESSAGE (MONGOL800のアルバム)
『MESSAGE』（メッセージ）は、MONGOL800のインディーズデビュー後2枚目のアルバムで、2001年9月16日にハイ・ウェーブ内のレーベル”TISSUE FREAK RECORDS”からリリースされた。

## 概要
前作『GO ON AS YOU ARE』から約1年の時を経て発売された。当初沖縄県以外では大きく話題になっていなかったが、1曲目｢あなたに｣がCM曲に抜擢され一躍注目を浴びる。インディーズアルバム史上初となるオリコン1位を獲得、2002年度年間売上3位となる。インディーズアルバム史上初のミリオンセラーを達成、売上は278万枚に達している。2000年代に男性アーティストが発売したオリジナルアルバムの中で最高の売上を記録した。本作は殆んどメンバーがプロモーション活動をしていないにもかかわらず大半の楽曲が有線を始め様々な媒体で使用されている。本作のヒットで全国的に全く売れていなかった前作の『GO ON AS YOU ARE』もオリコンチャートで上位を記録。本作のヒットがきっかけで『NHK紅白歌合戦』への出演依頼が舞い込むがメンバーはこれを断った。本作発売から5年の時を経て、全国ネット番組に初出演。2007年9月にツアー・ドキュメントがNHKのスペシャル番組として放送された。14曲目の「Dandelion」演奏終了後、1分間の空白を経て8分48秒から、シークレット・トラックとしてメンバーが”本作の核”と語る表題曲の「MESSAGE」を聴くことが可能であり、歌詞は付属ブックレット・収録曲記載ページの隣に掲載されている。

## 収録曲
| 全作詞: ウエズキヨサク、全作曲・編曲: MONGOL800。 |                            |                |            |       |
| #                                                 | タイトル                   | 作詞           | 作曲・編曲 | 時間  |
| 1.                                                | 「あなたに」               | ウエズキヨサク | MONGOL800  | 3:16  |
| 2.                                                | 「Song for you」           | ウエズキヨサク | MONGOL800  | 3:31  |
| 3.                                                | 「小さな恋のうた」         | ウエズキヨサク | MONGOL800  | 3:43  |
| 4.                                                | 「Melody」                 | ウエズキヨサク | MONGOL800  | 5:30  |
| 5.                                                | 「月灯りの下で」           | ウエズキヨサク | MONGOL800  | 5:03  |
| 6.                                                | 「For Life」               | ウエズキヨサク | MONGOL800  | 3:51  |
| 7.                                                | 「親知らず-Summer Again-」 | ウエズキヨサク | MONGOL800  | 3:39  |
| 8.                                                | 「HEY Mommy」              | ウエズキヨサク | MONGOL800  | 1:48  |
| 9.                                                | 「Marriage Blue」          | ウエズキヨサク | MONGOL800  | 4:29  |
| 10.                                               | 「矛盾の上に咲く花」       | ウエズキヨサク | MONGOL800  | 3:59  |
| 11.                                               | 「琉球愛歌」               | ウエズキヨサク | MONGOL800  | 5:39  |
| 12.                                               | 「Dear My Lovers」         | ウエズキヨサク | MONGOL800  | 5:37  |
| 13.                                               | 「夢叶う」                 | ウエズキヨサク | MONGOL800  | 4:46  |
| 14.                                               | 「Dandelion」              | ウエズキヨサク | MONGOL800  | 12:54 |
| 合計時間:                                         | 合計時間:                  | 67:45          |            |       |

and Secret Track ｢MESSAGE｣

### 曲解説
1. あなたに
本アルバムのリード曲。
2. Song for you
3. 小さな恋のうた
本アルバムのもう一つのリード曲。
4. Melody
ライブの1曲目に演奏される楽曲。メンバー、髙里悟が徳島凱旋時に行った伝説の床抜けライブの1曲目でもあった。
5. 月灯りの下で
6. For Life
7. 親知らず-Summer Again-
8. HEY Mommy
9. Marriage Blue
10. 矛盾の上に咲く花
11. 琉球愛歌
沖縄について歌われた楽曲。サザンオールスターズの「平和の琉歌」などと同じように沖縄と反戦を強く意識した楽曲ということでラジオ番組で取り上げられることもある。
2022年7月16日、TBSの｢音楽の日｣にて、沖縄返還50周年として、番組の最後に大トリとして出演し、この曲がフルコーラスで披露された。
プロサッカークラブFC琉球のチャントとしても使われている。
12. Dear My Lovers
13. 夢叶う
14. Dandelion

and Secret Track ｢MESSAGE｣